# Kolegiata Przemienienia Pańskiego w Łukowie
Kolegiata Przemienienia Pańskiego – rzymskokatolicka świątynia w stylu późnobarokowym, zlokalizowana przy pl. Gabriela Narutowicza 1A w Łukowie. Wybudowana w latach 1733–1762 jako kościół klasztorny zakonu pijarów, obecnie pełni funkcję kościoła parafialnego. W 1997 roku podniesiona do rangi kolegiaty przez bpa Jana Wiktora Nowaka.

## Historia
W 1697 roku do Łukowa przybyli pijarzy, którzy osiedlili się w mieście w wyniku inicjatywy lokalnej szlachty. Do inicjatorów sprowadzenia zakonu należeli m.in.: Jan Dominik Jezierski – sędzia ziemski łukowski, jego brat Krzysztof Jezierski, Stanisław Rozwadowski – chorąży łukowski oraz Adam Szaniawski – pisarz ziemski łukowski. W 1701 r. ukończono budowę drewnianego kolegium, a w latach 1704–1712 zbudowano kościół, również drewniany. Obiekty te zostały zniszczone w 1725 r. w wyniku pożaru. Budowa obecnego kościoła rozpoczęła się w 1733 r. Sumpt wnieśli mieszkańcy miasta Łukowa i okolic oraz właściciele ziemscy. Projekt wykonał Antonio Solari, architekt królewski, we współpracy z Pawłem Antonim Fontaną, architektem nadwornym rodziny Sanguszków. Solari kierował budową do 1752 r., kiedy to przejął ją Jan Krzysztof Kluk (ojciec wychowanka łukowskiego kolegium, duchownego i przyrodnika, również Jana Krzysztofa). Kościół i równocześnie wznoszony klasztor ukończono w 1762 r. W 1812 r. spłonął (ponownie) przylegający do kościoła drewniany budynek kolegium; w latach 1817–1819 powstał na jego miejscu murowany, istniejący do dziś.
Pierwotny wygląd kościoła nie uległ w późniejszych latach większym zmianom. W latach 1871–1875 odnowiono wieże i zmieniono dach. W 1883 r. wykonano monumentalne schody wraz z figurą Chrystusa według projektu Bolesława Syrewicza. Kolejne remonty miały miejsce w latach 20. i 70. XX w., w 1987 r. i na początku XXI w.

## Architektura
Kościół barokowy, położony w zespole kościelno-klasztornym przy placu Gabriela Narutowicza, do którego zwrócony jest frontem. Zespół zajmuje całą szerokość pierzei placu. Po stronie zachodniej do kolegiaty przylega budynek dawnego kolegium, zaś po stronie wschodniej – trójskrzydłowy budynek dawnego klasztoru.
Kościół murowany z cegły na zaprawie wapiennej, obustronnie tynkowany. Zorientowany prezbiterium na północ. Korpus trójnawowy i trójprzęsłowy, z dwiema wieżami od frontu, pomiędzy którymi kruchta w podchórzu. Wieże przykryte hełmami, krytymi blachą miedzianą, zwieńczonymi smukłymi baniami z krzyżami na szczytach. Na elewacjach wież blendy i otwory okienne na osiach, a na ostatniej kondygnacji otwory dzwonowe z żaluzjami. Dwuwieżowa fasada jest trójkondygnacyjna i trójosiowa, ozdobiona pilastrami i belkowaniem. Ostatnia kondygnacja niższa i węższa, w kształcie aediculi, zwieńczona przerwanym przyczółkiem wolutowym i krzyżem, ujęta po bokach spływami wolutowymi. Przed wejściem schody lustrzane z tralkową balustradą, na której znajduje się rzeźba Chrystusa dźwigającego krzyż. Nawy boczne dwukrotnie węższe i niższe od nawy głównej, o charakterze kaplic, zwieńczone sklepieniami krzyżowymi, skomunikowane z nawą główną arkadami rozpiętymi między filarami. Chór muzyczny wsparty na trzech arkadach. Prezbiterium równe wysokością i szerokością nawie głównej, jednoprzęsłowe, zamknięte półkolistą apsydą; po obu jego stronach znajdują się zakrystie. Nawa główna i prezbiterium zwieńczone sklepieniami kolebkowymi na gurtach z lunetami, w których okna; kryte miedzianymi dachami dwuspadowymi. Nawy boczne i zakrystie nakrywają dachy pulpitowe.
Wystrój i wyposażenie wnętrza pochodzi z 2. połowy XVIII wieku; późnobarokowe i rokokowe. Ołtarz główny architektoniczny z rzeźbą Chrystusa Przemienionego warsztatu Eliasza Hoffmana oraz po bokach figurami: Mojżesza z tablicami Dekalogu oraz Eliasza z księgą. Nad tabernakulum wyobrażenie Baranka z siedmioma pieczęciami Tajemnic Bożych. Całość głównego ołtarza zwieńcza wyobrażenie Oka Bożej Opatrzności otoczone promieniami, zaś nieco niżej po bokach dwie postacie aniołów. Ołtarze boczne zdobione ornamentem rocaille. Wewnątrz świątyni znajduje się ambona.

## Galeria zdjęć

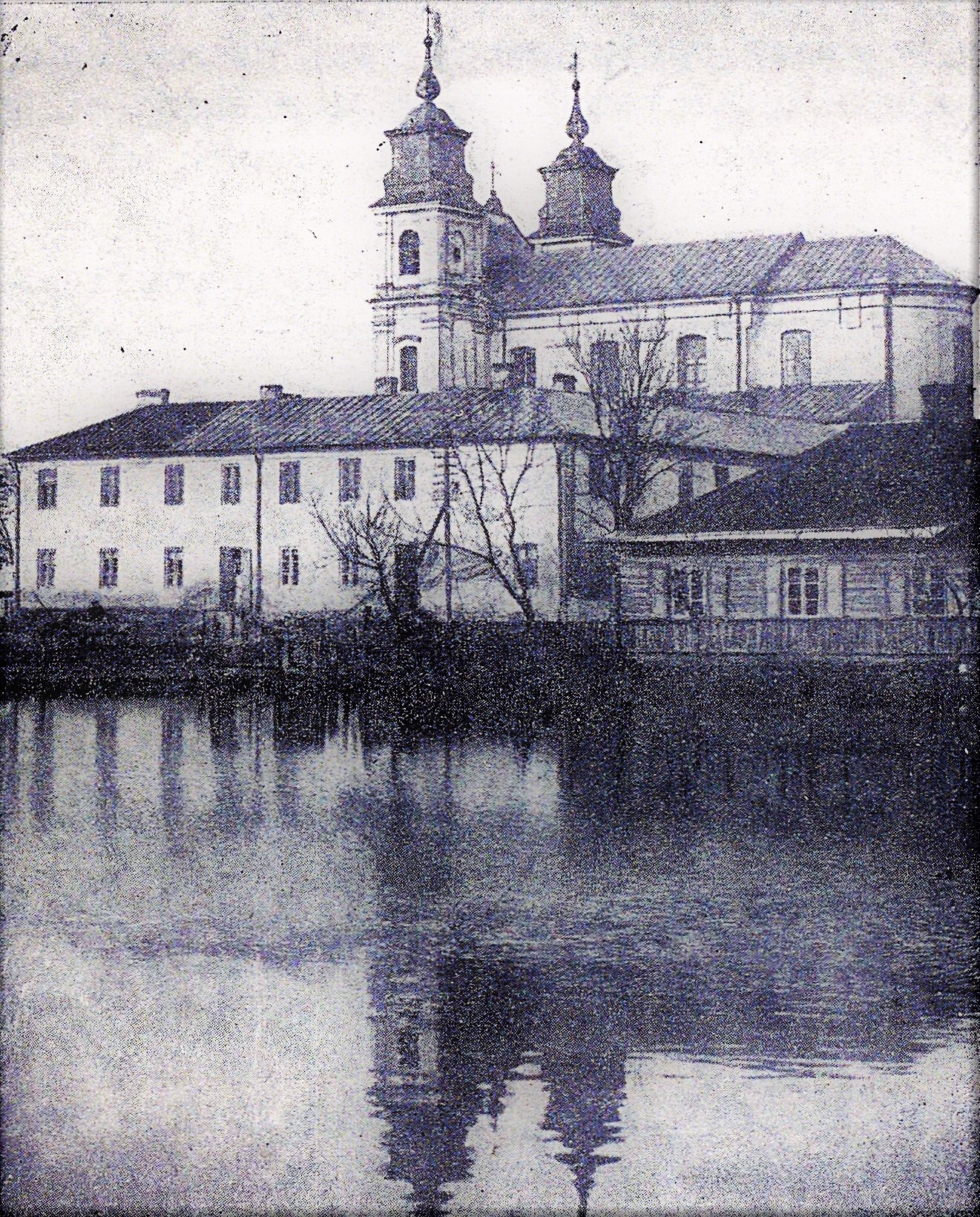
Dawny zespół klasztorny na zdjęciu sprzed 1931 roku, widziany od strony nieistniejącej obecnie sadzawki
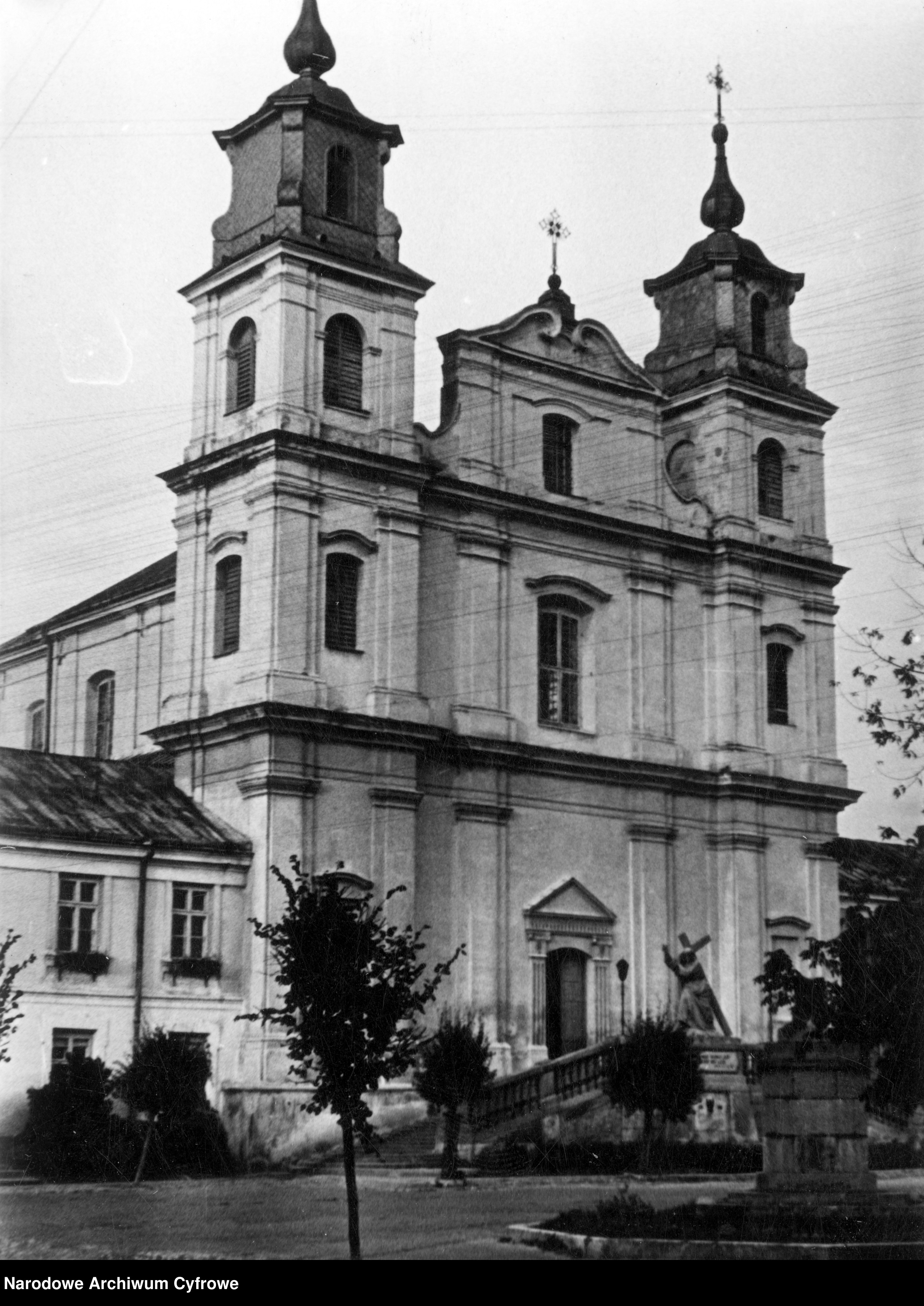
Kościół w okresie II wojny światowej
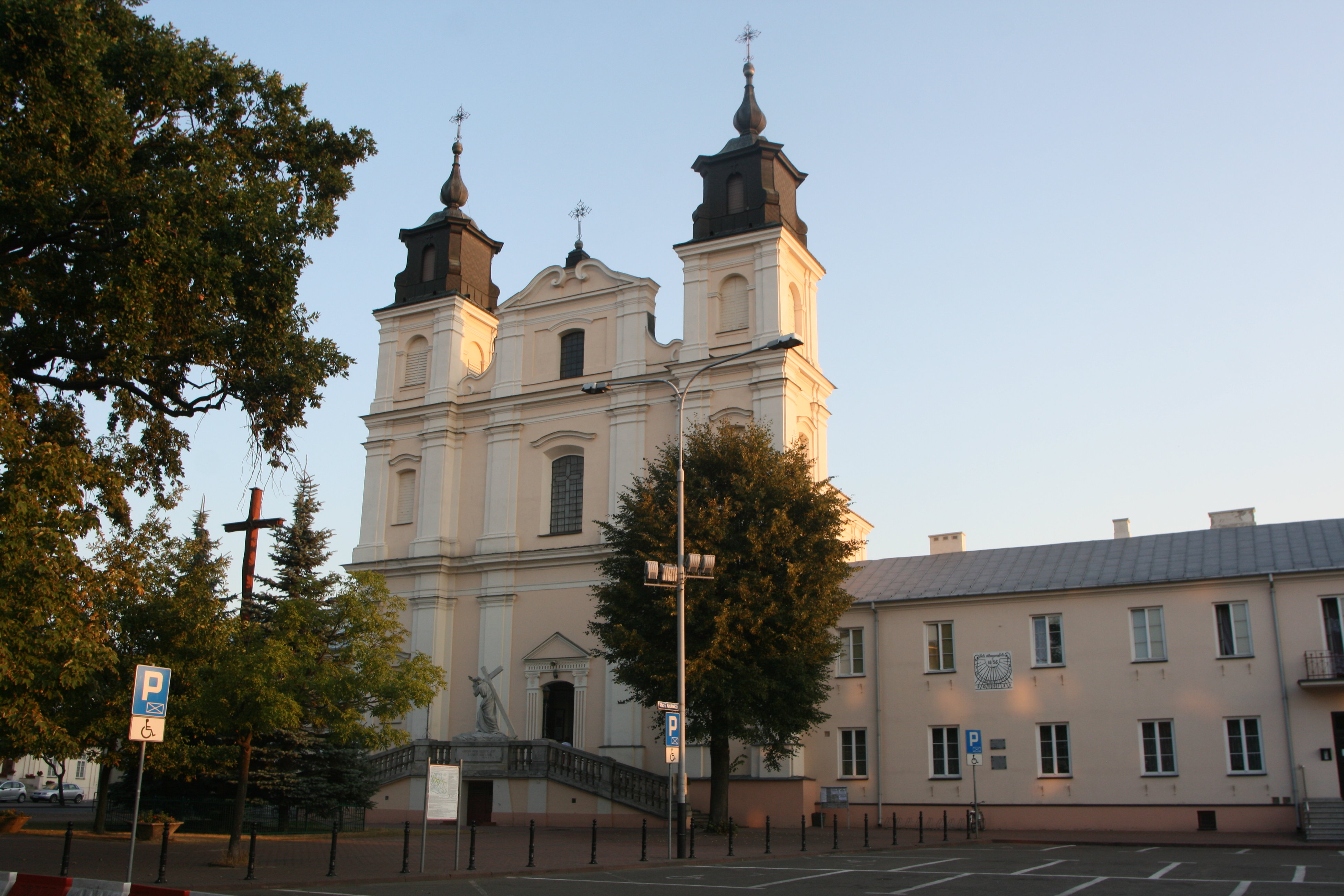
Widok na fasadę kościoła od strony placu Gabriela Narutowicza (2015)
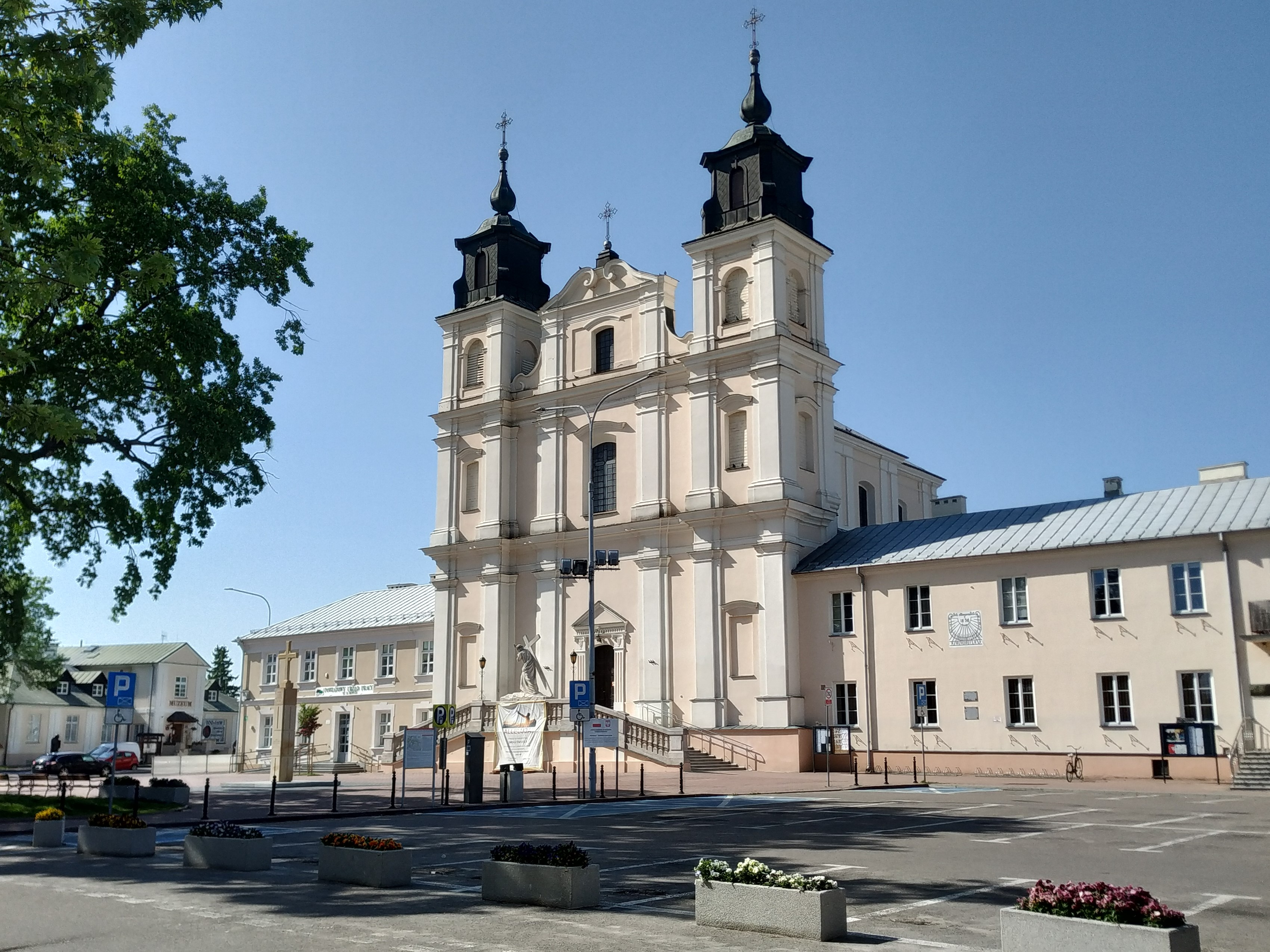
Widok od strony pl. Narutowicza (2023)
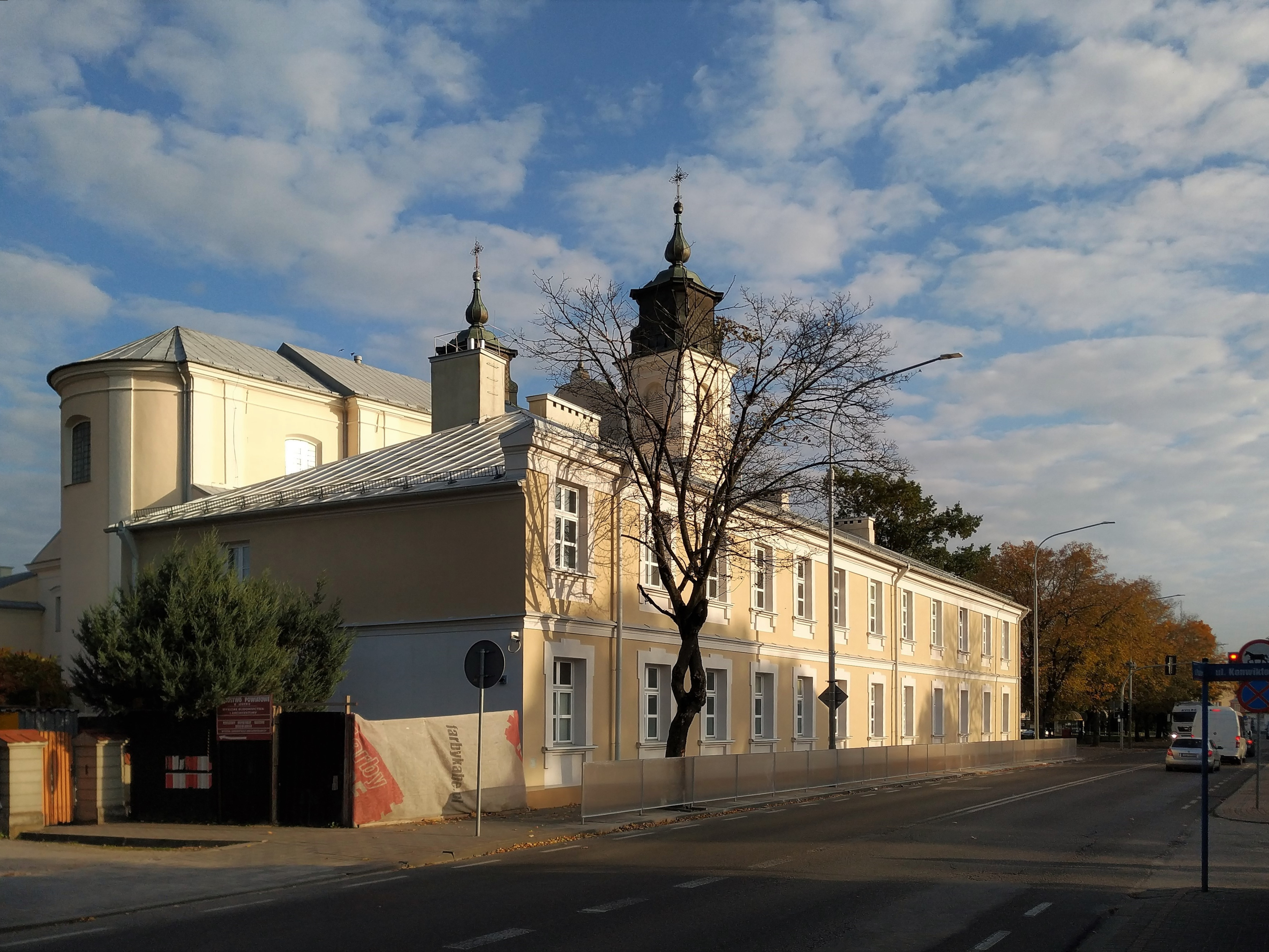
Budynek dawnego kolegium pijarów przy kolegiacie; widok od strony ul. Piłsudskiego (2021)
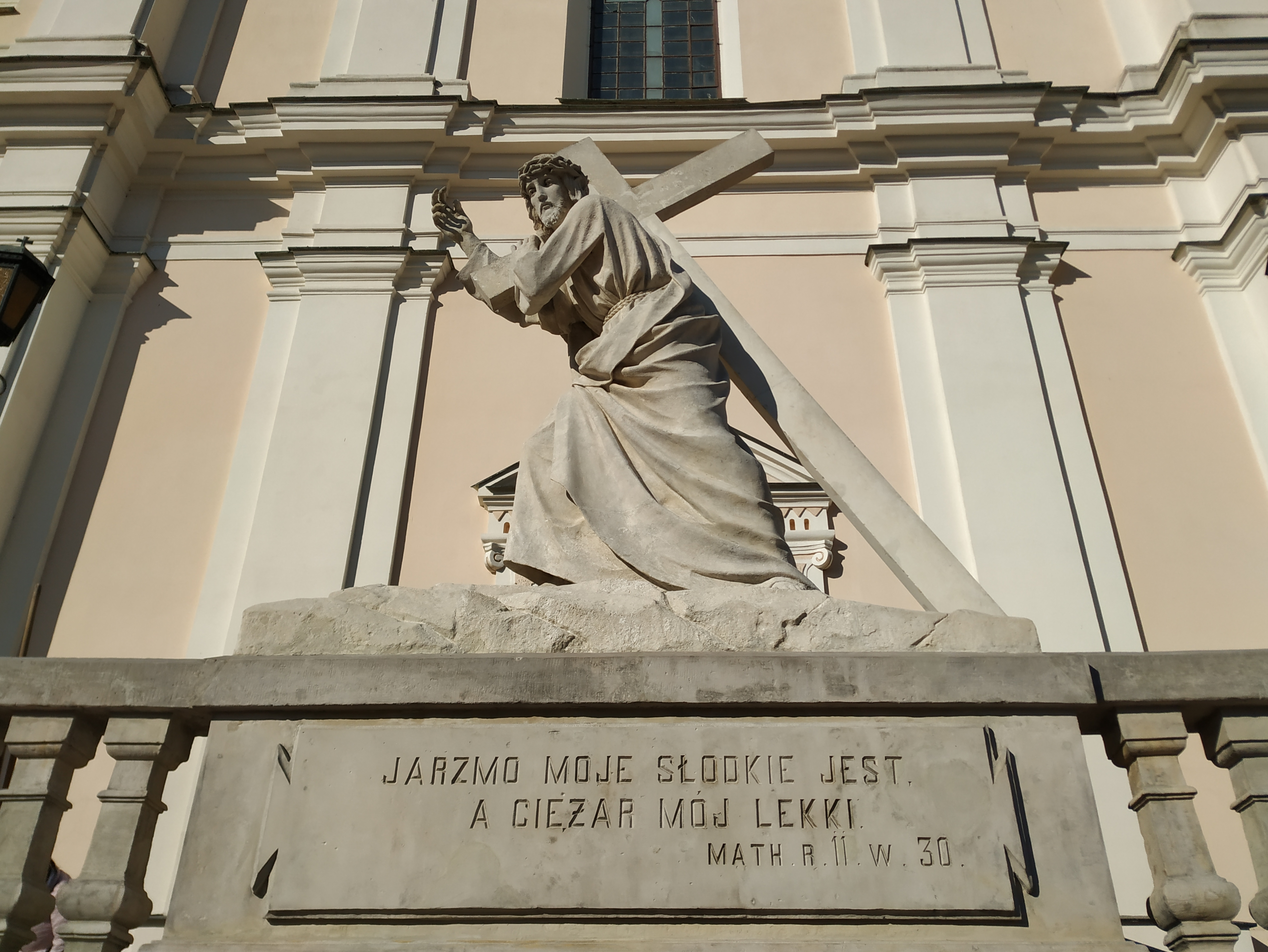
Figura Chrystusa niosącego krzyż przed wejściem do kościoła
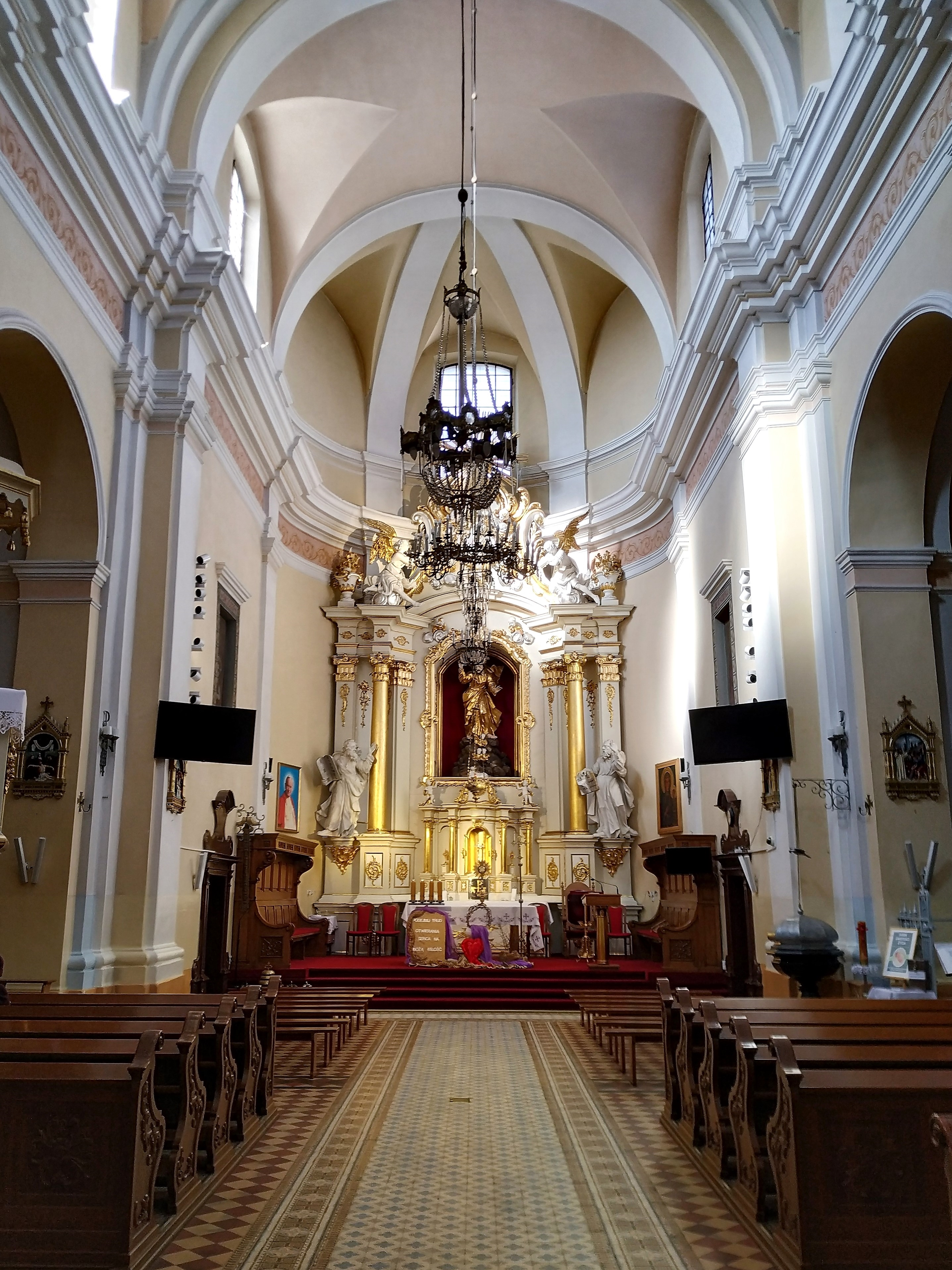
Wnętrze świątyni